# Tahtalı Dağı

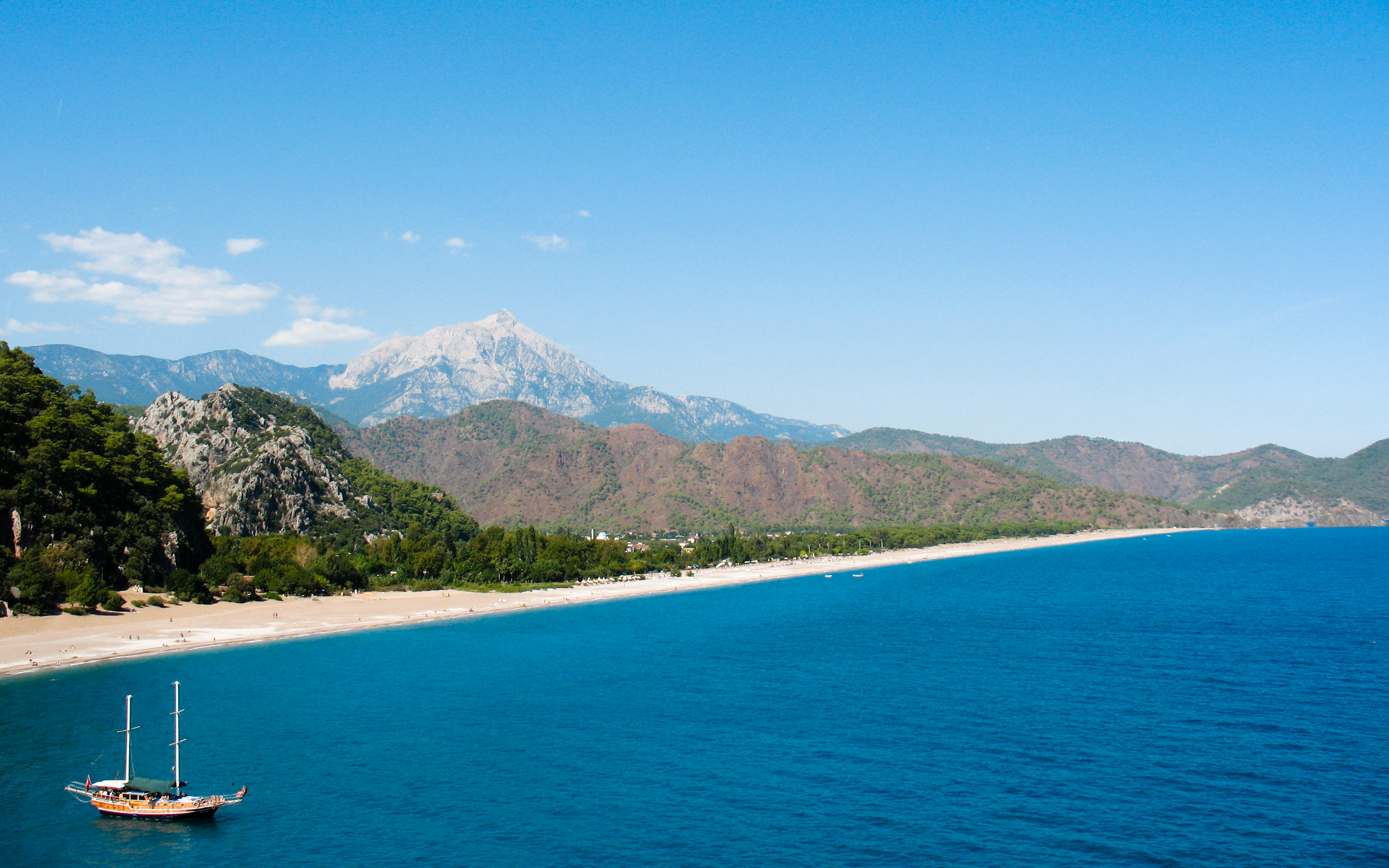
Küste bei Olympos mit Tahtalı im Hintergrund

Der Tahtalı Dağı (2366 m, Tahtalı-Berg) ist ein Berg in der Nähe von Kemer, einem Badeort an der Türkischen Riviera in der Nähe von Antalya.

## Lage
Der Tahtalı beherrscht die Landschaft rund um Kemer. Zwischen Antalya und der Finikebucht kann man ihn als dominierenden Gipfel des Gebirgszugs Bey Dağları (türk. Herren-Berge) sehen, eines Teils des sich durch den gesamten Süden der Türkei ziehenden Taurusgebirges. Seine unmittelbare Nähe zur Küste des Mittelmeeres macht ihn für Seefahrer weit sichtbar. Er ist der höchste Berg im Naturpark Olimpos-Beydağları-Milli-Park. Von November bis oft in den Juni hinein ist der Gipfel mit Eis und Schnee bedeckt. Im Frühjahr wird diese Schneeschicht oft durch heranwehende, feinstaubige Saharawinde rötlichbraun eingefärbt, während er im Sommer wegen der Wolken häufig nicht zu sehen ist. Die vegetationsfreie Zone beginnt in etwa 1900 Meter Höhe. Der Anstieg auf den Gipfel ist u. a. von Beycik aus möglich.
Am Fuße des Berges verläuft der lykische Fernwanderweg Fethiye – Antalya.

## Der Tahtalı in der Antike

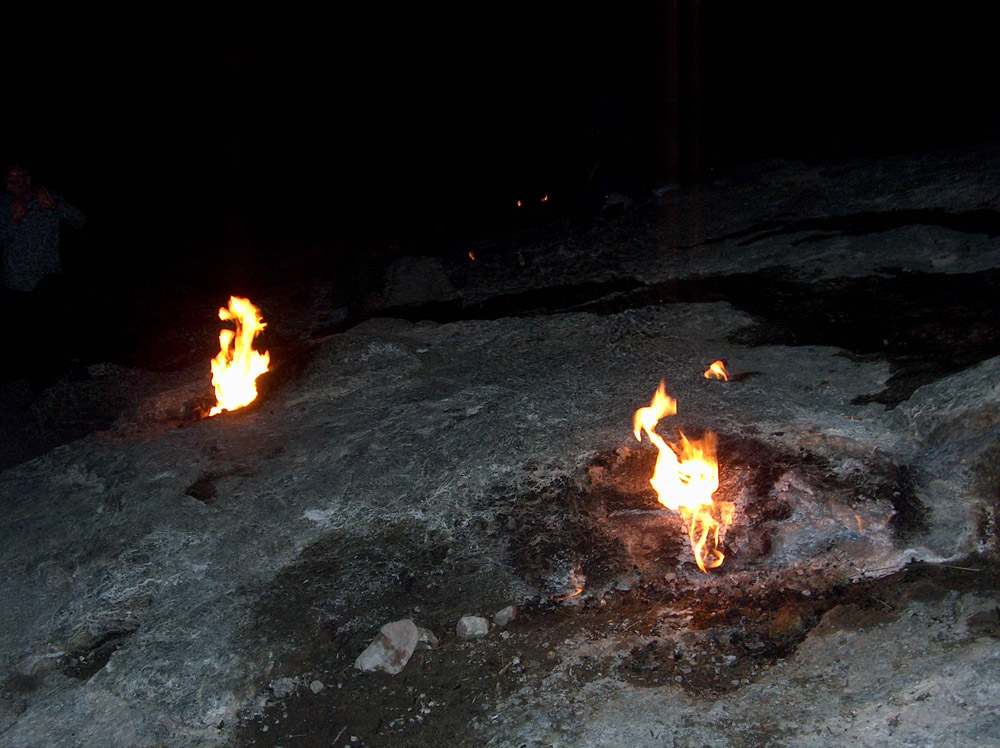
Gasfeld bei Chimaera

In der Antike wurde der Berg Olympos genannt, also der Sitz der Götter.
Diesen Namen musste er sich mit vielen anderen hohen Bergen teilen. Der Name Olympos wurde auch von der in der Nähe bei Çıralı liegenden gleichnamigen antiken Stadt übernommen.
Bei Olympos findet man die Chimaera, ein noch heute abbrennendes unterirdisches Gasfeld, das in der Antike wesentlich kräftiger brannte als heute. Auch die Ruinen der antiken Stadt Phaselis liegen am Fuß des Tahtalı.
Der heutige türkische Name könnte sich aus tahta (türk.: Holztafel, Holzbrett) herleiten. Wahrscheinlicher ist jedoch die Ableitung vom türkischen Taht (türk.: Thron (Olympos – Thron der Götter)).

## Seilbahn Olympos Teleferik

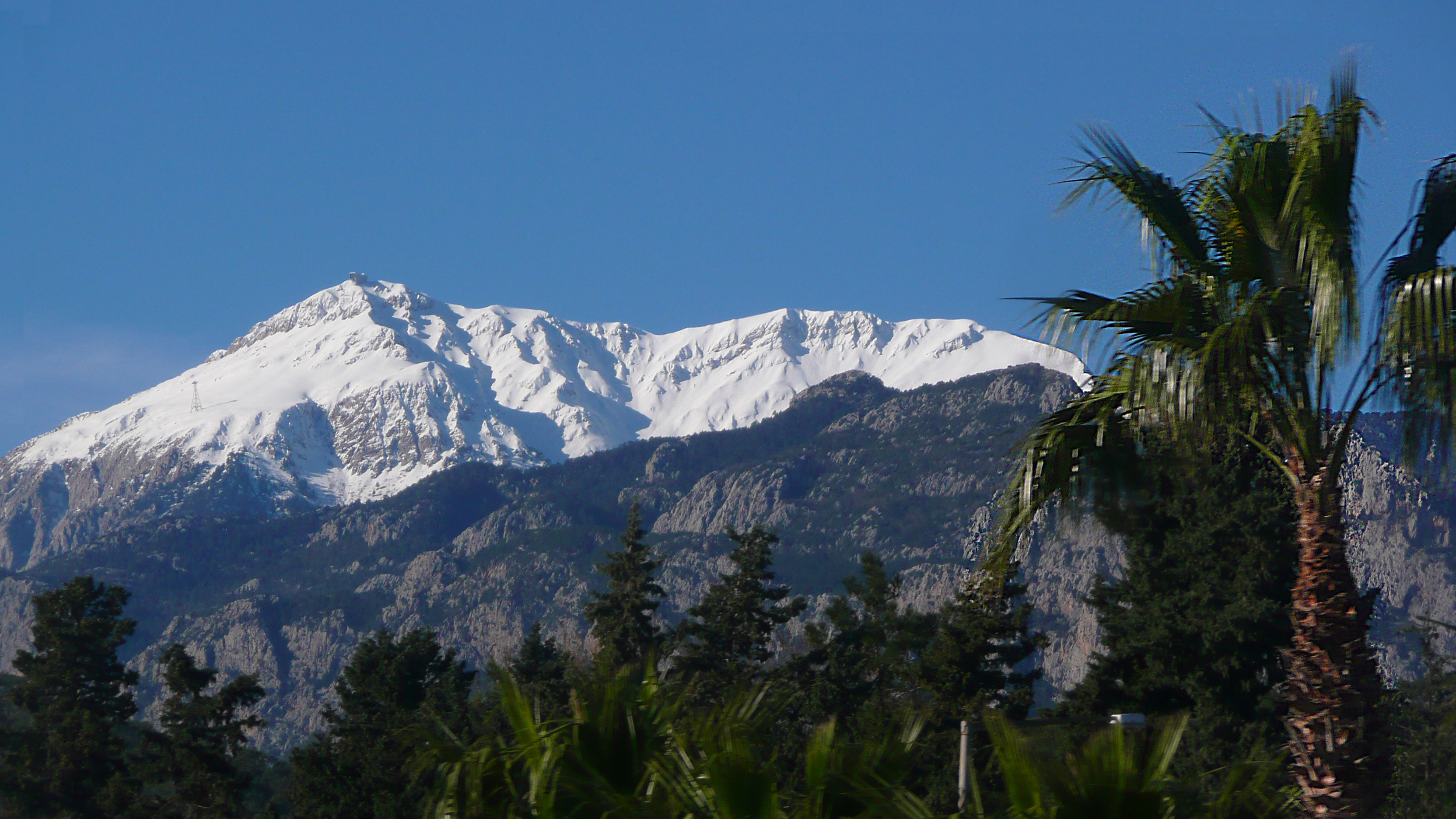
Tahtalı im Frühjahr mit Seilbahn (links)

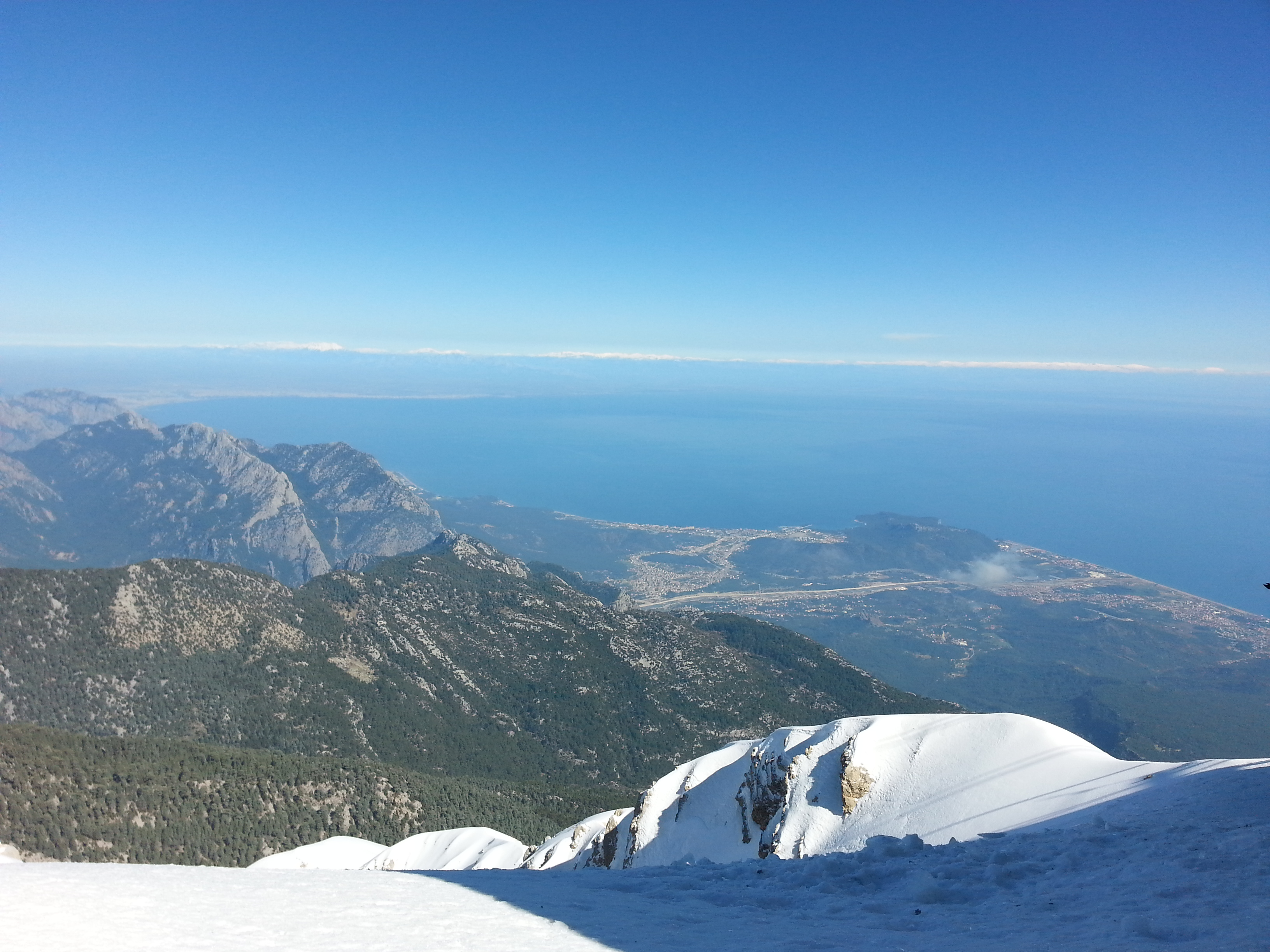
Blick von der Aussichtsplattform der Bergstation der Seilbahn. Im Vordergrund Kemer, im Hintergrund die Metropole Antalya

Die Luftseilbahn Olympos Teleferik, eine türkisch-schweizerische Kooperation, fährt seit dem 16. Juni 2007 zum Gipfel des Tahtalı auf 2366 m. Ihre durch eine Straße erschlossene Talstation liegt in etwa 10 km Entfernung von Tekirova oder von Çamyuva in einer Höhe von 726 m am östlichen Hang des Berges (36° 32′ 32,9″ N, 30° 29′ 10,6″ O). Mit einer Streckenlänge von 4350 m ist die Olympos Teleferik zwar eine der längeren Pendelbahnen, aber, anders als auf der Website des Betreibers behauptet, keineswegs die längste Luftseilbahn der Welt. Gebaut wurde die Bahn von der Doppelmayr/Garaventa Group, einem der führenden Unternehmen zur Planung und Herstellung von Seilbahnen.
Für den Bau der Seilbahn wurde zunächst eine Materialseilbahn gebaut. Mit dieser wurden etwa 3700 m³ Beton, 4500 m³ Wasser, 420 t Stahl und 8600 t Kies zur Bergstation und zu den Streckenbauten transportiert.
Die beiden je 80 Personen fassenden Kabinen überwinden die Höhendifferenz von 1639 m in 10 Minuten. Sie fahren an zwei Tragseilen mit einem Durchmesser von 51 mm und werden von einem Zugseil mit einem Durchmesser von 38 mm gezogen. Die Seiltrasse läuft über vier Seilbahnstützen. Mit einer maximalen Geschwindigkeit von 10 m/s (36 km/h) erreicht die Pendelbahn eine Förderleistung von 470 Personen pro Stunde. Der Antrieb leistet 1000 kW.